# Much
Much – gmina w Niemczech, w kraju związkowym Nadrenia Północna-Westfalia, w rejencji Kolonia, w powiecie Rhein-Sieg-Kreis. W 2010 roku liczyła 14 893 mieszkańców.

## Współpraca
Miejscowości partnerskie:
- Doullens, Francja
- Groß Köris, Brandenburgia